# 沙院镇
沙院镇，是中华人民共和国广东省茂名市电白区下辖的一个乡镇级行政单位。

## 行政区划
沙院镇下辖以下地区：
沙院社区、海尾社区、金凤村、木苏村、福兴村、信联村、琼凡村、联丰村、新洲村、沙村、何屋村和五和村。